# 巴多拉托
巴多拉托（義大利語：Badolato），是意大利卡坦扎罗省的一个市镇。总面积34.1平方公里，人口3284人，人口密度96.3人/平方公里（2009年）。ISTAT代码为079008。